# LGBT收養
LGBT收養（英語：LGBT adoption）指的是LGBT族群（男同性戀、女同性戀、雙性戀和跨性別）收養兒童。同性伴侶中其中一方通過法律方式（例如通過再婚的繼子女）取得一個兒童的監護權，而伴侶的另一方則在事實上或法律上獲得了這個孩子的監護權，從而形成事實上或法律上的收養關係。
LGBT收養目前在39個國家是合法的，同時在某些國家（例如：美國）的某些地區是合法的。但在目前大部分的國家及地區，LGBT收養兒童是非法的，儘管在上述地區關於LGBT收養權問題還在熱烈辯論中。而反對LGBT族群收養兒童的最重要原因是，反對者質疑同性伴侶能夠承擔起足夠的家長責任。但在實際執行上，LGBT收養權也不完全是由法律來監管，所以有時立法與否並不能阻止LGBT收養的發生。
目前醫學、心理學和社會福利團體達成的共識是一些發生在同性伴侶家庭中的兒童問題同樣也是會出現在異性伴侶家庭。但同時也有人指責這個研究超出了心理學的研究範疇，基於支持者的證據充分，佛羅里達州第三上訴法院在2010年裁決本州禁止LGBT家庭收養兒童的法律違憲。

## LGBT領養權在各國的法律地位

世界同性伴侣收养法律状况
共同收养和过继合法
过继合法
未知或情况模糊

| 國家             | 日期   | 參考          |
| ---------------- | ------ | ------------- |
| 阿根廷           | 2010年 |               |
| 奧地利           | 2016年 | 聯合收養      |
| 安道爾           | 2005年 | [ 4 ]         |
| 比利時           | 2006年 | [ 5 ]         |
| 玻利維亞         | 2023年 |               |
| 巴西             | 2010年 |               |
| 加拿大           | 1999年 |               |
| 哥倫比亞         | 2015年 |               |
| 哥斯大黎加       | 2020年 |               |
| 克羅埃西亞       | 2022年 |               |
| 古巴             | 2022年 |               |
| 丹麥             | 2010年 |               |
| 愛沙尼亞         | 2024年 |               |
| 法國             | 2013年 |               |
| 芬蘭             | 2017年 |               |
| 希臘             | 2024年 |               |
| 格陵兰           | 2015年 |               |
| 冰島             | 2006年 | [ 6 ]         |
| 愛爾蘭           | 2015年 |               |
| 以色列           | 2008年 |               |
| 列支敦斯登       | 2025年 |               |
| 盧森堡           | 2015年 |               |
| 馬爾他           | 2014年 |               |
| 荷蘭             | 2001年 | [ 7 ]         |
| 紐西蘭           | 2013年 |               |
| 挪威             | 2009年 | [ 8 ]         |
| 葡萄牙           | 2016年 |               |
| 斯洛維尼亞       | 2022年 |               |
| 南非             | 2002年 | [ 9 ]         |
| 西班牙           | 2005年 | [ 10 ]        |
| 瑞典             | 2002年 | [ 11 ]        |
| 瑞士             | 2022年 |               |
| 中華民國（台灣） | 2023年 |               |
| 泰國             | 2025年 |               |
| 英格蘭           | 2005年 |               |
| 威爾士           | 2005年 |               |
| 蘇格蘭           | 2009年 |               |
| 北愛爾蘭         | 2013年 | [ 12 ]        |
| 烏拉圭           | 2009年 | [ 13 ] [ 14 ] |
| 美國             | 2016年 | [ 15 ]        |

| 國家     | 地區             | 日期   | 參考   |
| -------- | ---------------- | ------ | ------ |
| 澳大利亞 | 西澳大利亚州     | 2002年 | [ 16 ] |
| 澳大利亞 | 澳大利亞首都特區 | 2004年 |        |
| 澳大利亞 | 新南威爾士州     | 2010年 |        |
| 墨西哥   | 墨西哥城         | 2010年 | [ 17 ] |
| 墨西哥   | 金塔納羅奧州     | 2012年 |        |
| 墨西哥   | 科阿韋拉州       | 2014年 |        |

| 國家       | 地區         | 日期   | 參考 |
| ---------- | ------------ | ------ | --- |
| 德國       |              | 2004年 | 上述國家或司法管轄區可能並不允許同性婚姻或註冊民事結合關係，但卻都允許通過繼子女關係領養子女，形成事實上的領養關係。 |
| 澳大利亞   | 塔斯馬尼亞州 | 2004年 | 上述國家或司法管轄區可能並不允許同性婚姻或註冊民事結合關係，但卻都允許通過繼子女關係領養子女，形成事實上的領養關係。 |
| 美國       | 賓夕法尼亞州 | 2002年 | 上述國家或司法管轄區可能並不允許同性婚姻或註冊民事結合關係，但卻都允許通過繼子女關係領養子女，形成事實上的領養關係。 |
| 斯洛維尼亞 |              | 2011年 | |

### 亞洲

#### 中国大陆
《中华人民共和国收养法》并没有禁止同性恋收养儿童。该法第六条对收养人的条件做了如下规定：“收养人应当同时具备下列条件：（一）无子女；（二）有抚养教育被收养人的能力；（三）未患有在医学上认为不应当收养子女的疾病；（四）年满三十周岁。”第七条规定：“收养三代以内同辈旁系血亲的子女，可以不受本法第四条第三项、第五条第三项、第九条和被收养人不满十四周岁的限制。”可以认为中国大陆的法律不禁止同性恋者收养儿童，但该法第九条对无配偶的男性收养儿童做出了年龄限制，（因中国大陆对同性婚姻不予认定，所以同性伴侣在法律上认为无配偶）第九条规定为：“无配偶的男性收养女性的，收养人与被收养人的年龄应当相差四十周岁以上。”

#### 台灣
在《司法院釋字第七四八號解釋施行法》通過並生效之前，曾有多對同性伴侶為了繼親收養的權益而聲請法院許可，在遭到法院裁定駁回後，進行提起抗告等行動。
當時聲請收養許可的士林地方法院援引司法院釋字第647號解釋認為：事實上夫妻關係是「異性伴侶」，同志伴侶無法適用；並且以當時的台灣社會對於同性伴侶收養未成年子女仍反彈甚大，恐使被收養的未成年子女承受外界極大壓力，並不符合「子女最佳利益」，將收養聲請駁回。嗣後該同性伴侶即對此裁定提起抗告，雖然法院沒有正面回應同性伴侶是否為「事實上夫妻」的問題，但卻另外又以「事實上夫妻」與「法律上夫妻」仍存有一定差距，而不能類推民法繼親收養的規定為收養，並以此作為前提，而認為若允許收養將使被收養的未成年子女與本生父母之權利義務關係停止，並不符合「子女最佳利益」，而駁回該同性伴侶的抗告。
2017年5月24日，司法院大法官作成釋字第748號解釋後，亦有在此之前已聲請收養許可的同性伴侶提起抗告，亦被法院以「有關機關迄未完成相關法律之修正或訂定，故就同性伴侶能否收養對方之子女，尚欠缺類推適用之基礎。」為理由，並以法律上夫妻一方收養他方子女(繼親收養)，與同性伴侶間收養子女的性質並不類似，進而駁回同性伴侶的抗告。
在《司法院釋字第七四八號解釋施行法》通過並生效(2019年5月24日)後，該法第20條明定同性婚姻可收養配偶親生子女，並準用民法關於收養之規定。惟同性婚姻之收養僅允許繼親收養及同性配偶親子女收養，並無明文允許同性配偶之雙方共同收養無血緣關係的子女。此時台灣同性伴侶多以單身身份聲請無血緣子女收養，已婚同性配偶仍無法收養配偶之無血緣收養子女。
2022年1月，全台首例「同志無血緣收養」於信義區戶政事務所正式完成登記，由已婚男同志伴侶喵喵、圍圍與3歲女兒「肉肉」正式共組家庭。2022年5月12日，立法院司法及法制委員會初審通過由朝野立委所提出的「司法院釋字第748號解釋施行法第20條條文修正草案」，讓同性配偶也能共同收養第三人子女，或由一方單獨收養他方養子女，相關規範準用民法收養之規定，此案仍須交由黨團協商。
2023年5月16日，立法院院會三讀通過「司法院釋字第748號解釋施行法修正案」，允許同性婚姻者能共同收養無血緣子女。

### 歐洲

歐洲LGBT家庭合法領養示意圖
可合法領養。此处丹麥只允許合法領養繼子女。
只可合法領養繼子女。
不可合法收养。
未知区域。此处安道尔可合法收养子女。

2006年2月，法國最高上訴法院裁定，在同性伴侶關係中，其中一人可以擁有另一人親生子女的親權（即監護權）。這個判決結果來自一個案件，在案件中，一名女性試圖將她兩個女兒的親權給她擁有民事結合關係的伴侶。但在2007年2月，法國最高上訴法院卻駁回了另一對LGBT家庭的領養訴訟。法院指出，除非她的伴侶放棄她的親權，否則她將無法獲得與她伴侶的民事關係身份權。
1998年，一名法國隆勒索涅幼兒園教師向汝拉省政府申請領養。這名幼兒園教師與另一位同性同居在一起，因此汝拉省政府以領養兒童可能會因為成長過程缺少父親關愛拒絕了她的領養申請。該名女子隨即向法庭提出起訴並同時向上級政府機構提出复議，但是在法庭作出判決前，上級政府機構卻提前拒絕了該名女子的复議請求。歐洲人權法院指出這違反了歐洲人權公約第八條和第十四條。
2006年6月2日，冰島議會提出一項議案，決定給予LGBT家庭和異性戀家庭一樣的權利，即允許LGBT家庭採用人工受孕的形式獲得孩子。該項議案獲得全票通過，並與同年6月27日生效。

### 中東

中東地區LGBT家庭合法領養示意圖
LGBT家庭可合法領養子女
不可同性領養子女
反同性戀區
情況不詳

除了以色列允许同性婚姻及领养子女外，周边的大多数中东国家由于为伊斯兰教主导，所以几乎禁绝同性婚姻。

#### 以色列
2005年1月，以色列最高法院裁決，允許同性家庭領養其伴侶的繼子女。以色列允許公民擁有非親生子女的有限共同監護權。而在2008年2月，以色列法庭裁定同性家庭可以領養任何孩童，即便與其沒有任何的血緣關係。這被認為是給於以色列同性戀者相等的權利。

### 北美洲

北美地區LGBT家庭合法領養示意圖
LGBT家庭可合法領養子女
LGBT家庭可合法領養繼親子女
LGBT家庭不可合法領養子女
無相關資料區域

#### 美国
在美國，各州都可以自行制定法律決定同性婚姻、民事結合或LGBT領養是否合法。但是在聯邦法官的一次判決中，各州必須認識到，根據完全信任條款（Full Faith and Credit Clause），即便本州不允許LGBT領養合法，但是如果LGBT家庭是在別的州合法領養了子女，那麼在本州也是合法的。事實上，在美國大約有27萬名兒童與LGBT家庭生活在一起，而其中的四分之一（大約6.5萬人）是被領養的。
猶他州和佛羅里達州都是美國歷史上對LGBT族群限制比較嚴厲的州。猶他州禁止“不具備法律效力的同居關係或不具有約束力的婚姻關係中的人士”領養小孩，但是允許單身人士（必須無任何婚姻關係或同居關係），無論他們的性取向，領養小孩。
過往:哥倫比亞特區（1995年）、新澤西州（1998年）、紐約州（2002年）、印第安納州（2006年）、邁阿密（2007年）、加利福尼亚州、康乃狄克州、伊利诺伊州、麻薩諸塞州、俄勒冈州、佛蒙特和關島
現在:2016年全美50州的同性婚姻伴侶都可以合法領養小孩了。

#### 加拿大
在加拿大，每个省都通过了允许同性伴侣及收养子女的法律。

#### 墨西哥
2009年12月21日，墨西哥联邦区议会通过立法，允许同性伴侣收养子女。八天以后，市长签署法案使其成为正式法律，最终在2010年3月4日正式生效。
但在2011年11月24日，科阿韦拉州最高法院推翻了该州的法律，并敦促该州的立法机关尽快修订法律禁止同性伴侣收养。2014年2月12日，该州的议会在争执了两年多后，最终决定接受最高法院的判决。

### 南美洲

南美地区LGBT家庭合法领养示意图
LGBT家庭可合法領養子女
LGBT家庭可合法領養繼親子女
同性恋伴侣收养非法
同性恋非法
不明

在阿根廷，巴西，法属圭亚那，乌拉圭和哥倫比亞，法律允许同性夫妻可以共同收养子女。在乌拉圭，2009年10月，同性法律由总统巴斯克斯签署并生效。根据民意调查，53％的乌拉圭人反对同性法案通过而支持率仅有39％。另一项在2008年的民意调查则显示，49％反对同性法案通过，35％支持同性法案通过。在最近（2014年11月）的一项在智利的民意调查显示，智利民众的44％支持同性收养，51％反对。

### 大洋洲

#### 新西兰
2013年新西兰通过宪法修正案，重新对“婚姻”一词的定义进行扩展，承认同性婚姻，并允许结婚的同性伴侣共同领养孩子。在此之前，一个LGBT的个人能够收养孩子，但同性伴侣不能共同领养。

## LGBT領養權的爭議
LGBT的領養權一直是LGBT權利中一個非常活躍的討論話題，目前大部分國家沒有明確的法律支持LGBT家庭領養子女，但同時也沒有明確的法律反對LGBT家庭領養子女。在美國，除了2008年阿肯色州第一法案外，所有試圖通過立法阻止LGBT家庭領養子女的法案都沒有獲得通過。但是，在支持領養與反對領養之間也達成了一個共識，即保護兒童權益是既定的首要政策。
許多支持LGBT家庭領養子女的人士認為，領養兒童的幸福在於父母的能力而不在於父母的性取向。但反對者聲稱LGBT家庭由於缺少男性或女性形象，會對兒童成長不利。也有一些研究指出擺脫性別刻板印象、擁有雙性化人格的人適應力較強、較有創造力。

### 支持
目前已經有許多專業團體公開支持LGBT家庭的領養權。

#### 美國心理學會
美國心理學會認為阻止同性戀家庭領養子女損害了同性戀者的心理健康，同時他們也認為沒有證據證明LGBT家庭會讓被領養的兒童產生反社會的偏見。()
美國心理學會(American Psychological Association, APA)於2004年的正式決議Sexual Orientation, Parents, & Children(全文中譯)，認為「因為其性傾向就認定同性戀者是不稱職的父母的想法是沒有科學證據的(Armesto, 2002; Patterson, 2000; Tasker & Golombok, 1997)。相反的是，研究結果顯示同性戀父母跟異性戀父母一樣能為孩子提供具支持性和健康的環境。」
美國心理學會於1998年就已做成正式決議Legal benefits for same-sex couples，表示贊同同性伴侶關係的合法化，在2004年也做成政策聲明支持同性婚姻。APA又於2011年做成另一項政策聲明，表明贊同同性婚姻。

#### 美國醫學協會
美國醫學協會認為沒有證據證明LGBT家庭會更加忽視兒童的健康問題。
美國醫學會(American Medical Association, AMA)政策宣示的H-60.940Partner Co-Adoption一節，表示支持同性伴侶收養小孩。

#### 美國訴溫莎案
在2013年的美國訴溫莎案（United States v. Windsor）中，涉及同性婚姻的憲法爭議，美國心理學會、美國醫學協會、美國兒科學會、美國精神分析學會、美國精神醫學學會、國家社工協會等各個重要的學術團體，在聯合撰寫給最高法院的法庭之友中表示:「認為同性戀者是比較不適任的父母或認為他們的孩子的心理健康和適應力不如異性戀父母的小孩是沒有科學基礎的。」美國社會學學會(American Sociological Association)寫的法庭之友，結論同其他學門的見解:「學術界的共識很清楚:同性雙親的孩子過的跟異性戀父母的孩子一樣好。」
2013年美國最高法院審理關於同性婚姻的憲法爭議時，有許多個別的學者或學術組織就這個議題公開表態。
規模最浩大的是這份由美國心理學會、美國兒科學會、美國醫學會、美國精神醫學學會、美國精神分析學會、國家社工協會等組織聯合發表的法庭之友(amicus curiae)表示:「認為同性戀者是比較不適任的父母或認為他們的孩子的心理健康和適應力不如異性戀父母的小孩是沒有科學基礎的」。

#### 美國精神醫學學會
美國精神醫學學會(American Psychiatric Association)於2002年做成的立場聲明: Position Statement on Adoption and Co-parenting of Children by Same-sex Couples，支持同性伴侶收養小孩。
該組織復於2005年做成Position Statement on Support of Legal Recognition of Same-Sex Civil Marriage的立場聲明，支持同性婚姻。

#### 加拿大心理學會
加拿大心理學會(Canadian Psychological Association, CPA)2003的年立場宣示支持同性婚姻，並於2005年、2006年重申此一立場。

#### 美國兒科學會
美國兒科學會(American Academy of Pediatrics, AAP)在理事會的委託其下的數個委員會就同性婚姻和同性戀者親職的問題進行研究，並於2006年公開其結論The Effects of Marriage, Civil Union, and Domestic Partnership Laws on the Health and Well-being of Children一文。
他們的結論是:「豐富的證據顯示由同性家長撫養的小孩過的跟異性家長的小孩一樣好。過去超過25年來累積的研究顯示家長的性傾向跟孩子在任何測量下情緒、心理和行為調適無關。這些資料指出孩子在有一個或不只一個同性戀家長的家庭中成長，並不會因此而面臨風險。」
美國兒科學會復於2013年做成政策宣告Promoting the Well-Being of Children Whose Parents Are Gay or Lesbian支持同性婚姻和同性戀者的收養。
「婚姻提供許多法律上的權利及義務，包括共同養育孩子的義務和共同為孩子決策(包括醫療上的決策)。一份來自美國兒科協會家庭任務組(AAP Task Force on the Family)的報告表示已婚的伴侶有更多的經濟和社會資源來撫育孩子。另外已婚的男人和女人相較於未婚的成年人在生理上和心理上都較為健康，也更少從事對健康有害的危險行為。」
「已有廣泛的研究顯示雙親的性傾向與孩子的情緒、心理和行為發展沒有因果關係。許多研究證實同性伴侶的孩子有著正常的發展，只要這個孩子是被期望的，家長們承諾分擔親職，且其雙親有充足的社會和經濟支持。」
「如果孩子的兩個同住的合格家長想要透過民事婚姻在他們之間創造一種永久的連結，從孩子的最佳利益來看，法律和社會制度應允許並給予支持。」

#### 美國兒童與青少年精神病學學會
美國兒童與青少年精神病學學會(American Academy of Child and Adolescent Psychiatry)於2009年做成的決議表示:沒有證據支持同性戀或雙性戀父母的育兒技術比較差，並且反對限制同性戀者成為父母的立法。

#### 美國精神分析學會
美國精神分析學會(American Psychoanalytic Association,APsaA)於1997年的正式立場聲明中表示支持同性婚姻。復於2012年又做成另一項立場宣示Position Statement on Parenting，表示反對領養和生殖技術的性傾向歧視，表示「沒有可信的證據表明，家長的性傾向或性別認同會對小孩的發展產生不利的影響。」

#### 美國婦產科醫師學會
美國婦產科醫師學會(American College of Obstetricians and Gynecologists)於2013年做成的委員會意見表示支持同性婚姻。
「異性和同性婚姻予正面的健康結果相關。相較於未受法律承認的長期關係，處於法律承認的關係中的同性伴侶有著更低的抑鬱症狀、程度更低的壓力。
住在有州憲修正案禁止同性婚姻的州的同性戀和雙性戀者，其情緒、焦慮和物質方面的疾患顯著增加。居住在承認同性關係的州可縮減異性戀者與同性戀者和雙性戀者之間心理健康的差距。」

#### 國家社工協會
國家社工協會(National Association of Social Workers, NASW)於2004年的正式決議表示支持同性婚姻。

#### 美國婚姻及家庭治療協會
美國婚姻及家庭治療協會(American Association for Marriage and Family Therapy)於2013年作成的立場聲明亦表示支持同性婚姻。

#### 美國律師協會
美國律師協會(American Bar Association)於2010年做成正式決議支持同性婚姻。

#### 英國皇家精神科醫學院
英國皇家精神科醫學院(Royal College of Psychiatrists)於2014年做成的正式決議，表示支持同性婚姻且同志應享有生育和撫養小孩的權利。

#### 美國社會學學會
美國社會學學會(American Sociological Association)也寫了他們的amicus curiae支持同性婚姻，結論同其他學門的見解:學術界的共識很清楚:同性雙親的孩子過的跟異性戀父母的孩子一樣好。

#### 台灣精神醫學會
台灣精神醫學會於2016年發表聲明支持多元性別/性傾向者在法律與社會上的平等保障，包括醫療照護、反霸凌、反歧視、合法而完整的婚姻等權益，並給予多元性別家庭在生養、領養、撫育小孩上有完整的法律義務及權利，認為將對同志家庭中的孩子提供重要的保護。並表示:「許多研究指出只要同性戀、雙性戀、跨性別族群的權利和平等受到保障，該族群的精神疾病罹患率就會下降。過去研究證實同性婚姻合法化以及相關的權益政策獲得保障，能有效增進同志族群的健康，同性戀或雙性戀者若能有合法的婚姻關係，心理層面的痛苦亦能隨之減輕。女或男同性戀家長所養育的孩子與異性戀父母的孩子，在發育、適應力或總體福祉上並無明顯差異；亦無證據顯示同志家庭會影響子女的性傾向或性別認同。」

#### 臺灣兒童青少年精神醫學會
臺灣兒童青少年精神醫學會於2017年做出的立場聲明表示支持同性婚姻，並指出:「已有充份的實證研究支持，兒童青少年身心健康的成長與家庭及社區的穩定 息息相關，而與養育者的性傾向無關。」

#### 台灣臨床心理學會
台灣臨床心理學會於2017年發表聲明表示:「台灣臨床心理學會主張婚姻平權，支持同性婚姻。我們主張同性戀、雙性戀和跨性別者等不同性取向者，均應享有與其他公民完全平等的權利和責任。此立場奠基於晚近的心理學研究證據與心理學專業倫理，與美國心理學會、世界精神醫學會等專業組織的立場一致。研究指出生活在異性戀的社會，對非異性戀者構成明顯挑戰，全球多處的同性戀、雙性戀與跨性別者，長期遭遇社會汙名、暴力、歧視及誤解，對心理健康與公民福祉造成明顯傷害。然而，同性的性吸引、感受及行為並非疾病，努力矯正與改變性取向的治療，已證實沒有效益。」

#### Rosenfeld的研究
2010年發表了首個使用了大型隨機樣本，支持同性家庭領養的研究。Rosenfeld於2010年發表的研究，使用2000年美國戶口普查的資料，（可供公眾使用的5%樣本）比較各種家庭型態中孩子的留級率。發現異性戀婚姻下的孩子留級率最低，但未婚的男女同性戀伴侶(當時美國沒有同性婚姻)的小孩留級率低於同居而未結婚的異性戀伴侶、單身女性、單身男性的小孩，處各種家庭型態中的小孩留級率都遠低於處在社福機構中者。而控制了家長的教育程度、收入、種族、城鄉、小孩是否有身心障礙等人口學變項後，同性戀家庭和異性戀家庭小孩的留級率未達統計上顯著。因此Rosenfeld認為，父母的性傾向本身對於小孩的發展沒有影響。
Rosenfeld的研究受到質疑。Allen et al. (2012)認為Rosenfeld為了增加樣本家庭中的「穩定性」(household stability)，將領養(adopted child/foster child)及繼養(stepchild)兒童，以及在過去5年內曾經遷居的家庭剔除在樣本以外，只計算孩子與同性雙親其中一方有血緣關係的同性家庭。超過一半以上的樣本排除，只餘下3502個樣本家庭數目，所以才難以測出統計學上顯著差異。Allen et al.將原先被排除的樣本加入分析，發現已婚異性雙親家庭的孩子比同性雙親家庭的孩子多35%的良好發展(p<.01)。
Rosenfeld回應時指出Allen et al.的作法並非在研究「長期共同居住的家庭」而加入了其他類型的樣本，因此無法準確測量真正由同性雙親家庭撫養小孩的學業表現。

### 反對
主流的心理學、社會學、社工專業學會支持同性家庭領養，但也有出自宗教組織背景而質疑這些專業學會的聲音，包括

#### Loren Marks的研究
有研究質疑美國心理學會(APA)所援引用以支持同性家庭領養的研究的可信性及可推廣性。2012年，摩門教教徒Loren Marks研究過美國心理學會2005年所發表的支持同性家庭領養的報告中，用以支持同性家庭的59份研究報告，發現當中超過四分三的樣本數目在100以下，亦欠缺多樣性，而且關於男同性戀者的同性家庭研究很少。另外，當中有接近一半研究沒有設立異性戀家庭的比較組別；而在那些有設立比較組別的研究中，有三分一以單親家庭而非異性雙親家庭做比較組別。在結論部分，Marks重申在59份研究中，沒有一份使用大型及隨機的樣本，欠缺代表性；研究所得出的資料，由於是從細小的方便樣本取得，不足以支持普遍推廣的結論。

#### Douglas Allen的研究
摩門教教徒Douglas Allen使用加拿大2006年人口普查的20%數據做統計分析，聲稱現對比已婚異性雙親的孩子，同性家庭的孩子只有65%高中畢業；若再仔細區分男同性戀者及女同性戀者家庭對男孩及女孩的影響時，更發現那些在男同性戀者家庭的女孩的高中畢業率尤低，只有15%。
但是論文作者作者Douglas W. Allen在2014年美國DeBoer v. Snyder案中，以專家證人身分出庭，接受研究方法之檢驗時。Douglas Allen於法庭坦承，他的研究若控制了「雙親教育程度、婚姻狀況、五年以上穩定共同生活」等條件，同性伴侶和異性伴侶扶養的少年，就沒有差異。

## 相關案例
- 2005年1月，以色列最高法院裁決，允許同性家庭領養其伴侶的繼子女。以色列允許公民擁有非親生子女的有限共同監護權。[32]
- 2008年2月，以色列法庭裁定同性家庭可以領養任何孩童，即便與其沒有任何的血緣關係。這被認為是給於以色列同性戀者相等的權利。[33]
- 2013年的美國訴溫莎案（United States v. Windsor）
- 2016年，(campaign for southern equality. et al v. mississippi department of human services. et al.)案[80]

## 支持團體
- 美國醫學協會
- 美國社會學學會
- 美國心理學會
- 美國兒科學會
- 美國精神分析學會
- 美國精神醫學學會
- 國家社工協會

## 反對團體
- American College of Paediatrician

## 電影
- 养子15岁
- 孩子们都很好
- PINK[81]